# آناتولی بوکریف
آناتولی بوکریف (به روسی: Анато́лий Никола́евич Букре́ев) (متولد ۱۶ ژانویه ۱۹۵۸ - درگذشته در ۲۵ دسامبر ۱۹۹۷) کوهنورد قزاق روسی است که ده قله از چهارده قله هشت‌هزار متری را بدون استفاده از اکسیژن فتح کرده‌است. او در فاصله سال‌های ۱۹۸۹ تا ۱۹۹۷، ۱۸ صعود موفق به قله‌های بالای ۸۰۰۰ متر داشته‌است.
او در محافل کوهنوردی، به عنوان یکی از نخبگان این رشته شناخته می‌شود (به خاطر فتح کی۲ در ۱۹۹۳ و اورست از گُرده شمالی در ۱۹۹۵). با این‌همه عمده شهرت‌اش را مدیون نجات سه کوهنورد در فاجعه ۱۹۹۶ کوه اورست است.
او در ۱۹۹۷ هنگام صعود زمستانی کوه آناپورنا در نپال و در اثر سقوط بهمن در گذشت. دوستش لیندا وایل، خاطرات او را در سال ۲۰۰۲ و با عنوان «برفراز ابرها؛ خاطرات یک کوهنورد حرفه‌ای» تنظیم و منتشر کرد.

## زندگی
بوکریف در کورکینو واقع در روسیه شوروی اتحاد جماهیر شوروی (در حال حاضر استان چلیابینسک) زاده شد. او از طبقه معمولی می‌آمد و پدر و مادرش هر دو فقیر بودند. پس از اتمام دبیرستان در ۱۹۷۵، او در دانشگاه چیلابینسک برای علوم پرورشی پذیرفته شد. جایی که کارشناسی فیزیک را در سال ۱۹۷۹ دریافت کرد. در همین زمان، او برنامه مربیگری‌اش را برای اسکی صحرانوردی کامل کرد.
پس از فارغ‌التحصیلی، او که بیست و یک سال داشت، در سودای کوهنوردی بود. او به آلماتی پایتخت قزاقستان شوروی (امروزه قزاقستان) واقع در رشته‌کوه تیان شان رفت. از ۱۹۸۵ عضو تیم کوهنوردی قزاقستان بود و پس از سقوط اتحاد جماهیر شوروی در ۱۹۹۱ تابعیت قزاقستان را پذیرفت.

## دستاوردهای کوهنوردی

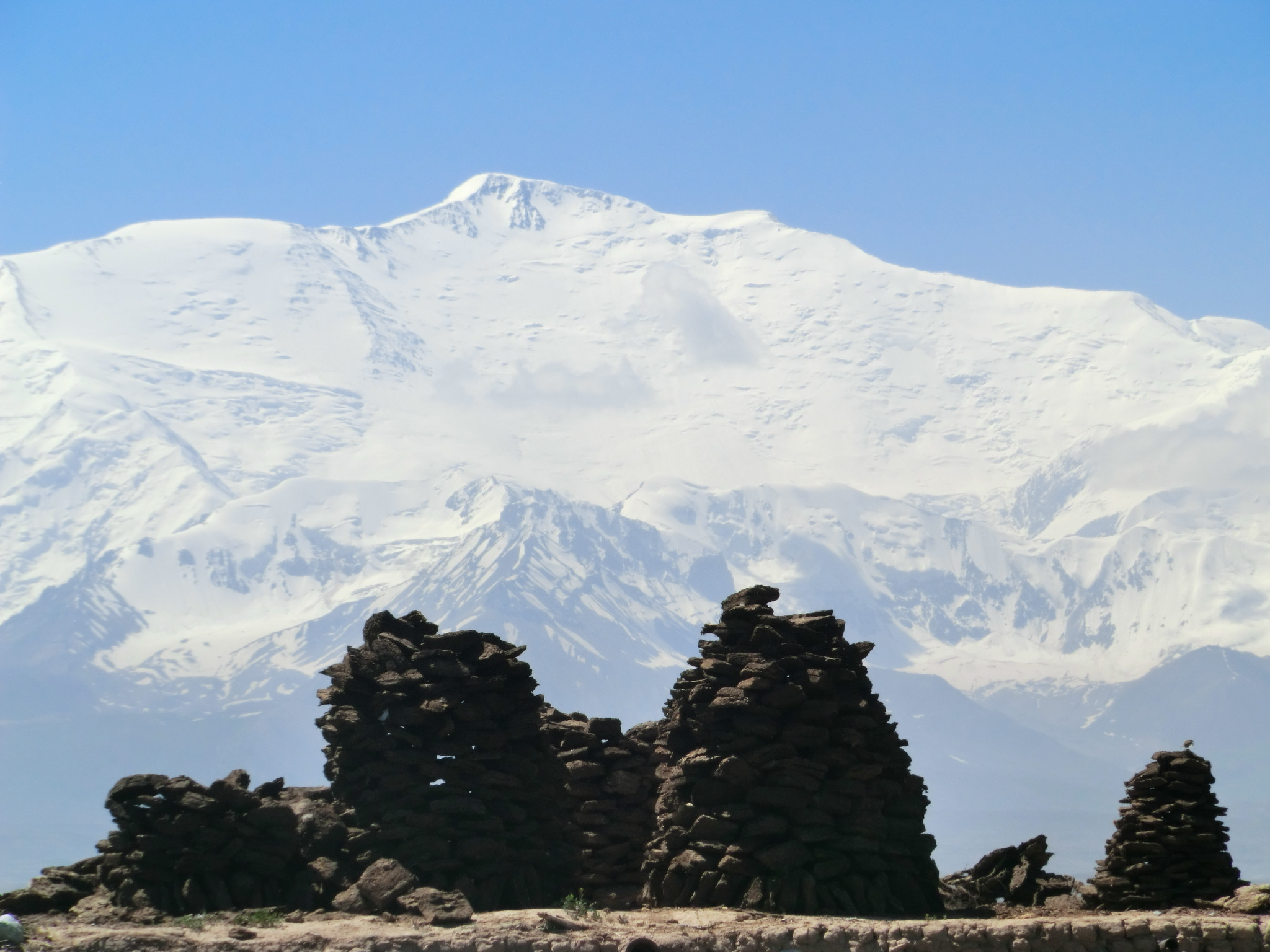
قله لنین یا ابن‌سینا

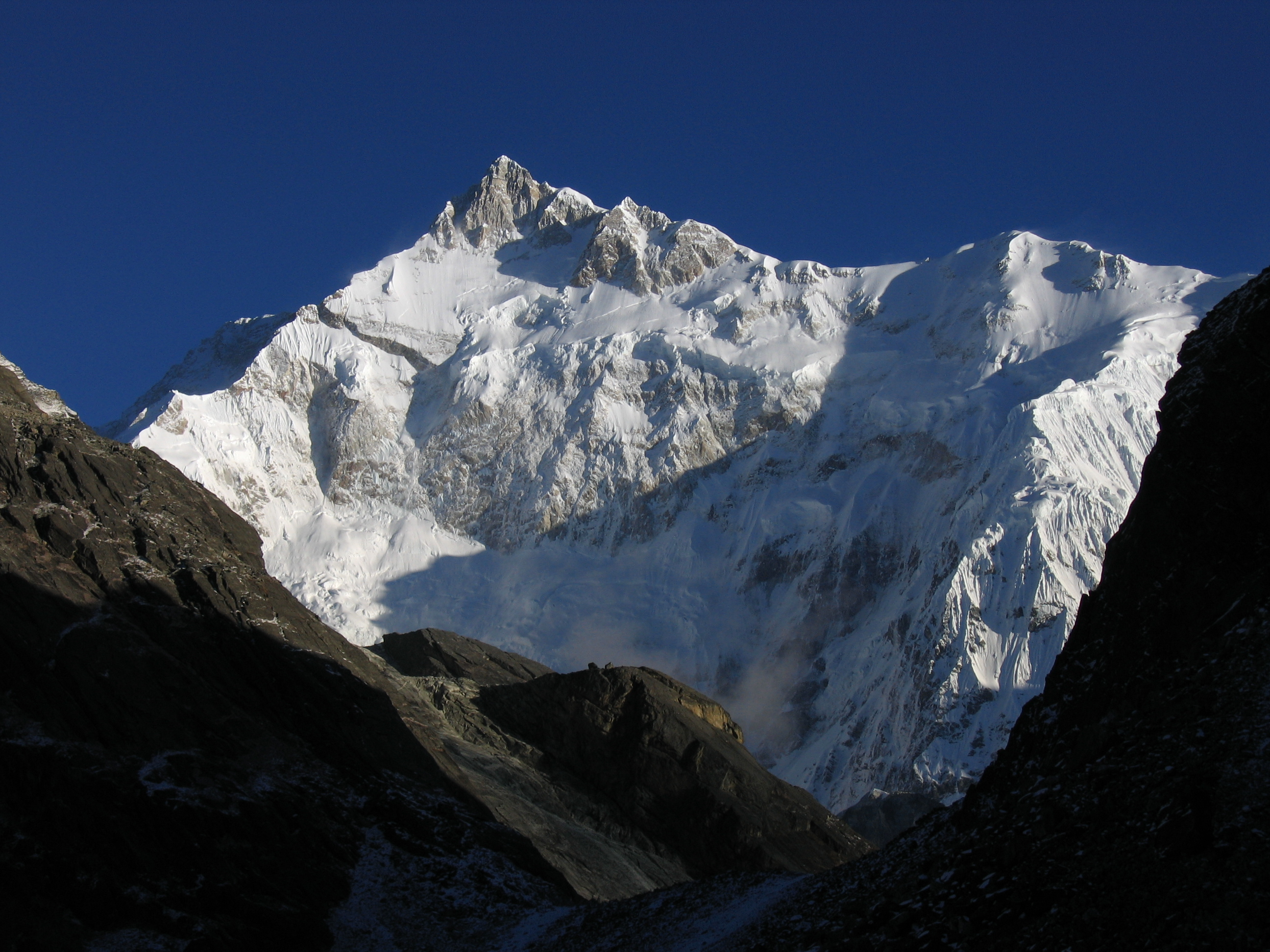
قله کانگچنجونگا

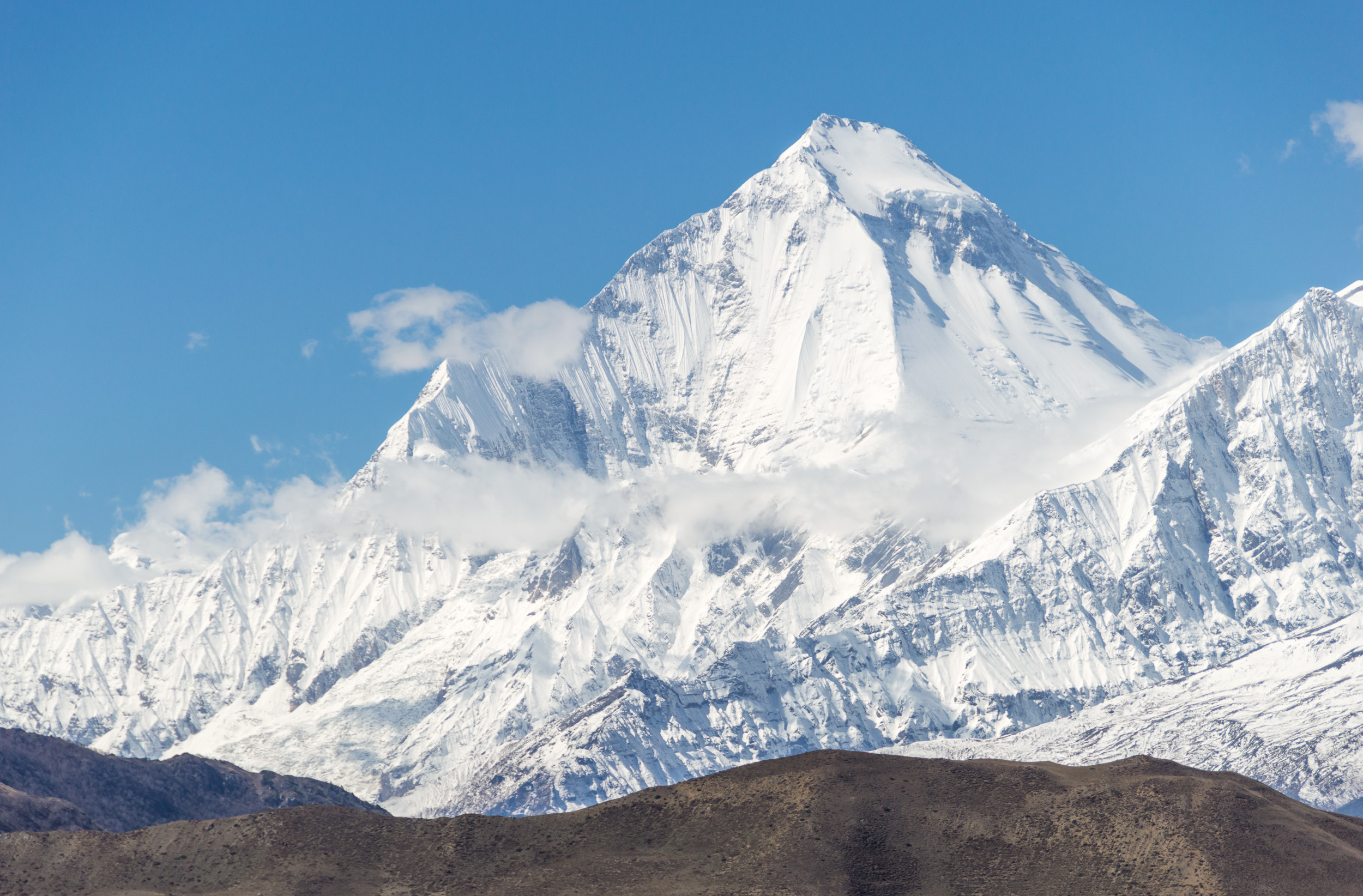
دهالاگیری

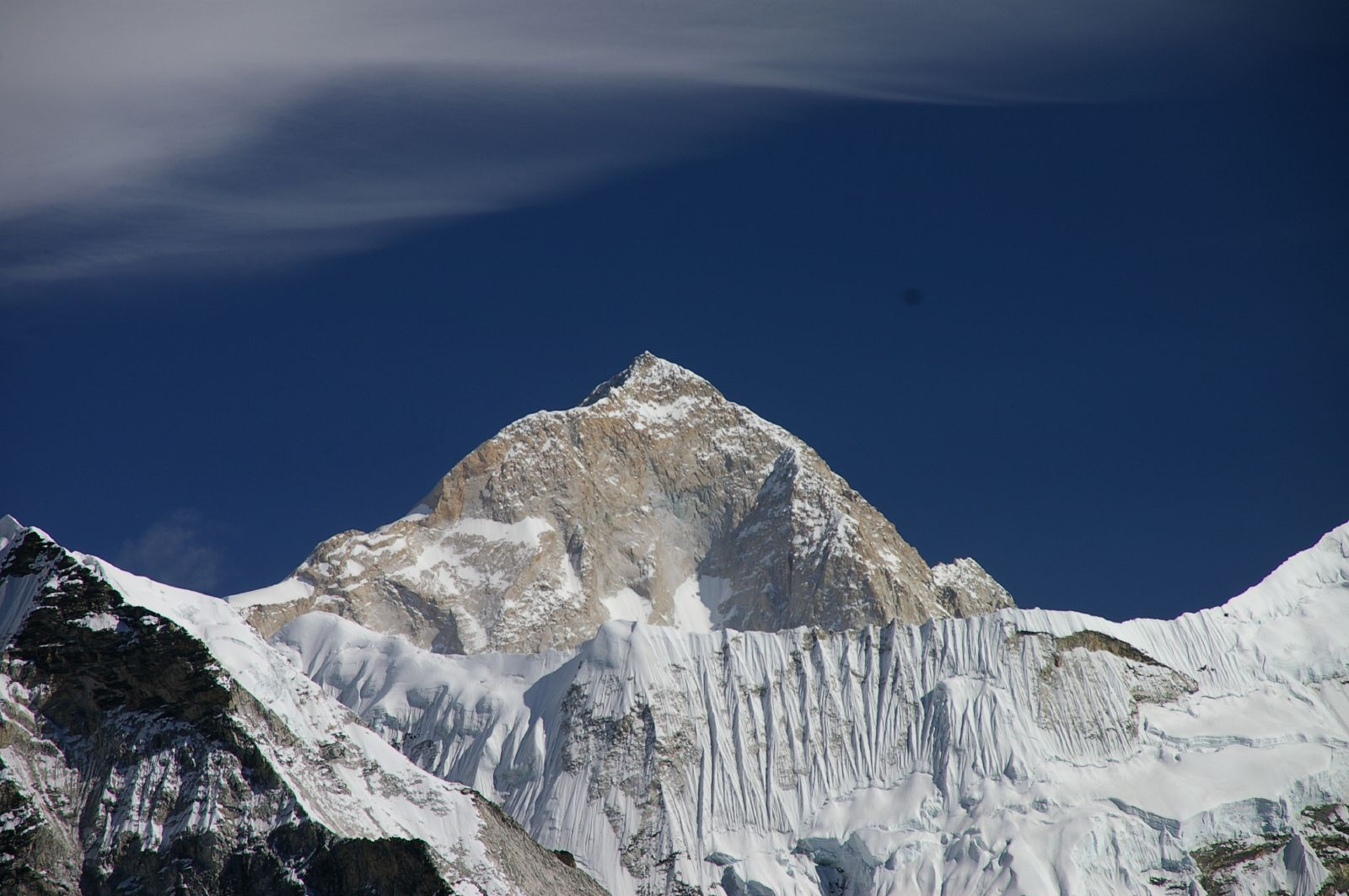
قله ماکالو

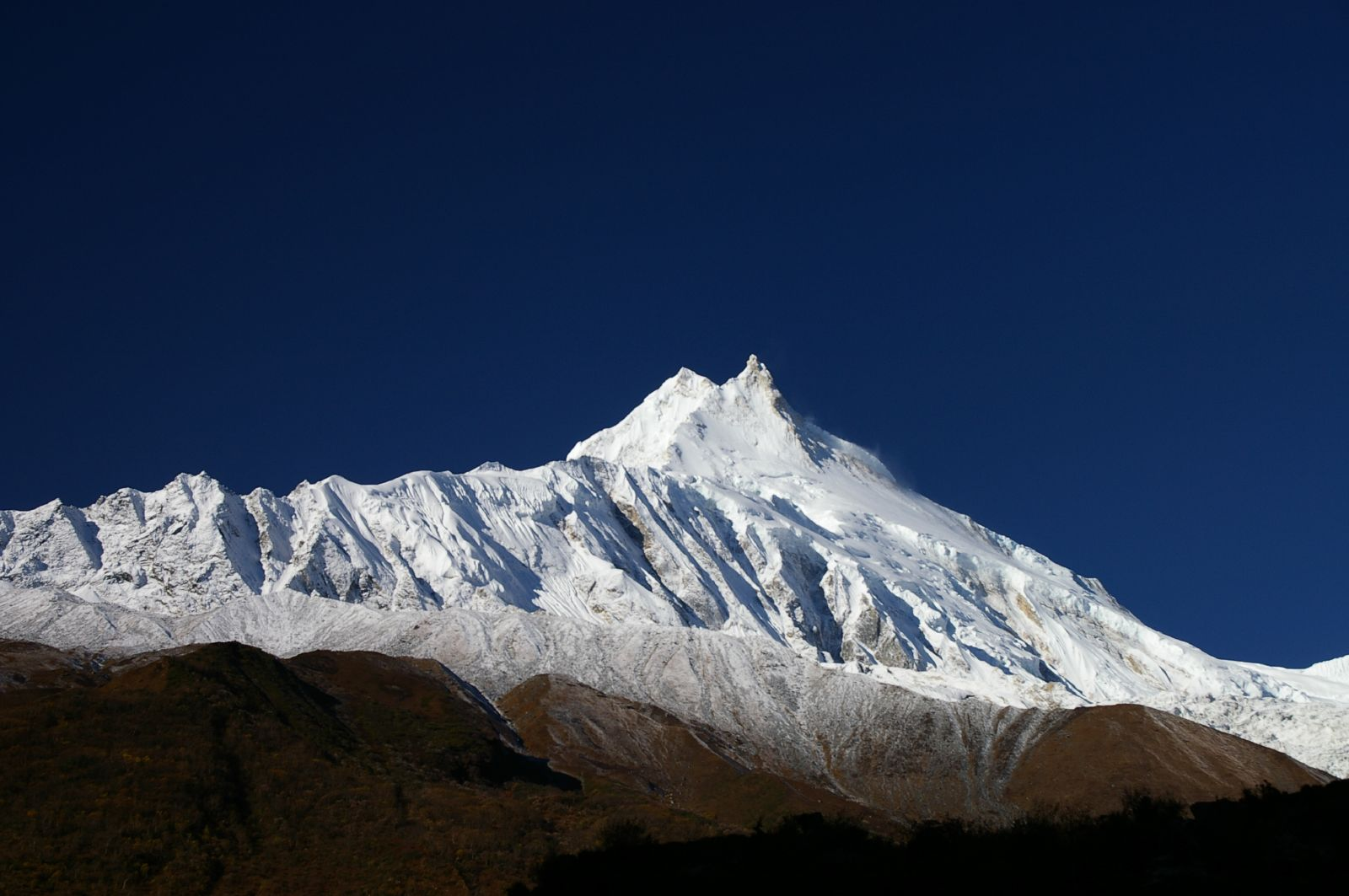
ماناسلو از کمپ اصلی

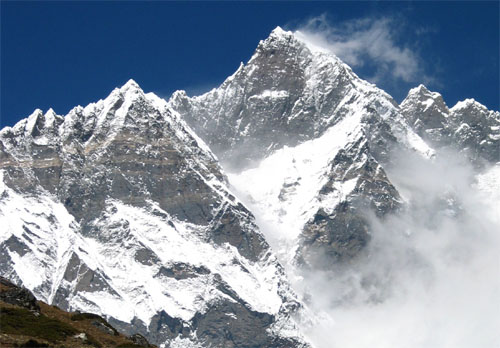
لهوتسه

نکات برجسته و عمده کوهنوردی بوکریف به این شرح‌اند:
- ۱۹۸۷
  - قله ابن سینا (۷۱۳۴ متر، لنین سابق) - اولین صعود انفرادی
- ۱۹۸۹
  - ۱۵ آوریل، کانگچنجونگا (۸۵۵۶ متر) - از مسیری جدید و با همراهی دومین اردوی هیمالیای شوروی
  - ۳۰ آوریل تا ۲ مه، کانگچنجونگا - اولین تراورس چهار قله ۸۰۰۰ متری این توده‌کوه
- ۱۹۹۰
  - آوریل، دنالی (۶۱۹۳ متر، مک‌کینلی سابق و یکی از هفت قله) - از مسیر خط‌الراس کاسین
  - مه، دنالی - مسیر دندانه غربی
- ۱۹۹۱
  - ۱۰ مه، دهالاگیری (۸۱۶۷ متر) - مسیر جدید روی دیواره غربی و با همراهی اولین اردوی هیمالیای قزاقستان
  - ۷ اکتبر، اورست (۸۸۴۸ متر) - مسیر گرده جنوبی
- ۱۹۹۳
  - ۱۴ مه، دنالی
  - ۳۰ ژوئیه، کی۲ (۸۶۱۱ متر) - مسیر آبروتزی
- ۱۹۹۴
  - ۲۹ آوریل، ماکالو۲ (۸۴۶۰ متر)
  - ۱۵ مه، ماکالو (۸۴۷۶ متر)
- ۱۹۹۵
  - ۱۷ مه، اورست - مسیر گرده شمالی
  - ۳۰ ژوئن، قله آبای (۴۰۱۰ متر) - به عنوان راهنمای رئیس‌جمهور قزاقستان
  - ۸ اکتبر، دهالاگیری - رکورد سریع‌ترین صعود (۱۷ ساعت و ۱۵ دقیقه)
  - ۸ دسامبر، ماناسلو (۸۱۵۶ متر) - با همراهی اردوی دوم هیمالیای قزاقستان
- ۱۹۹۶
  - ۱۰ مه، اورست - مسیر گرده جنوبی
  - ۱۷ مه، لهوتسه (۸۵۱۶ متر) - صعود انفرادی و ثبت رکورد سرعت
  - ۲۵ سپتامبر، چو ایو (۸۲۰۱ متر) - با همراهی سومین اردوی هیمالیای قزاقستان
  - ۹ اکتبر، قله شمالی شیشاپانگما (۸۰۰۸ متر)
- ۱۹۹۷
  - ۲۴ آوریل، اورست
  - ۲۳ مه، لهوتسه
  - ۷ ژوئیه، برود پیک (۸۰۵۱ متر) - صعود انفرادی
  - ۱۴ ژوئیه، گاشربروم ۲ (۸۰۳۵ متر) - صعود انفرادی

### دنالی

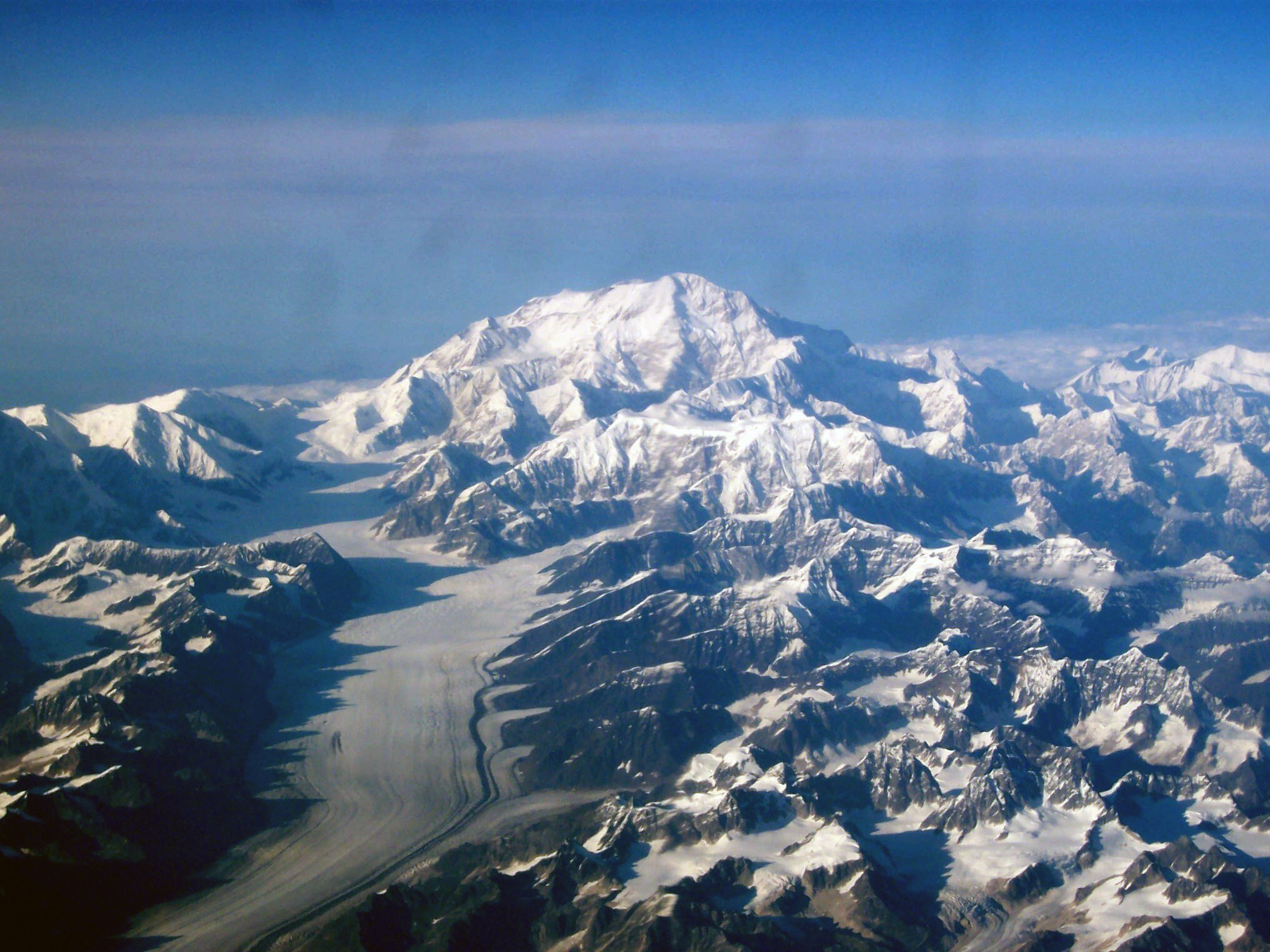
نمای جنوبی قله دنالی از ۸۰۰۰ متری

در مه ۱۹۹۰، بوکریف برای راهنمایی چند نفر که خواهان صعود به دنالی بودند، از سوی یک کوهنورد آمریکایی دعوت شد. دنالی که پیش‌تر مک‌کینلی خوانده می‌شد، چالش‌های خاص خودش را داشت از جمله شکاف‌های یخی پنهان و آب و هوای سرد و غیرقابل پیش‌بینی که با توجه به نزدیکی‌اش به قطب شمال و اقیانوس توجیه‌پذیر بود.
صعود موفقیت‌آمیز بود و گروه قله را فتح کردند و بدون حادثه بازگشتند. در طول صعود، دست او تاحدودی بسته بود و این به خاطر شرایط اقتصادی سفرش بود که او را مجبور می‌کرد تجهیزات‌اش را از گروه قرض بگیرد. به همین‌خاطر، پس از بازگشت تصمیم گرفت پیش از بازگشتن به شوروی، صعودی سرعتی را به تنهایی روی دنالی انجام دهد.
صعود انفرادی و سرعتی بوکریف ۱۰٫۵ ساعت از پایین تا قله به طول انجامید. در آن فصل از صعود، کوهنوردان به‌طور معمول، سه تا چهار روز را با ایجاد پنج کمپ تا قله، برای صعود صرف می‌کردند. به شاهکار او در مجله کوهنوردان در شماره‌ای در ۱۹۹۰ اشاره شد و رنجرهای پارک دنالی آن را غیرواقعی توصیف کردند.

### کی۲

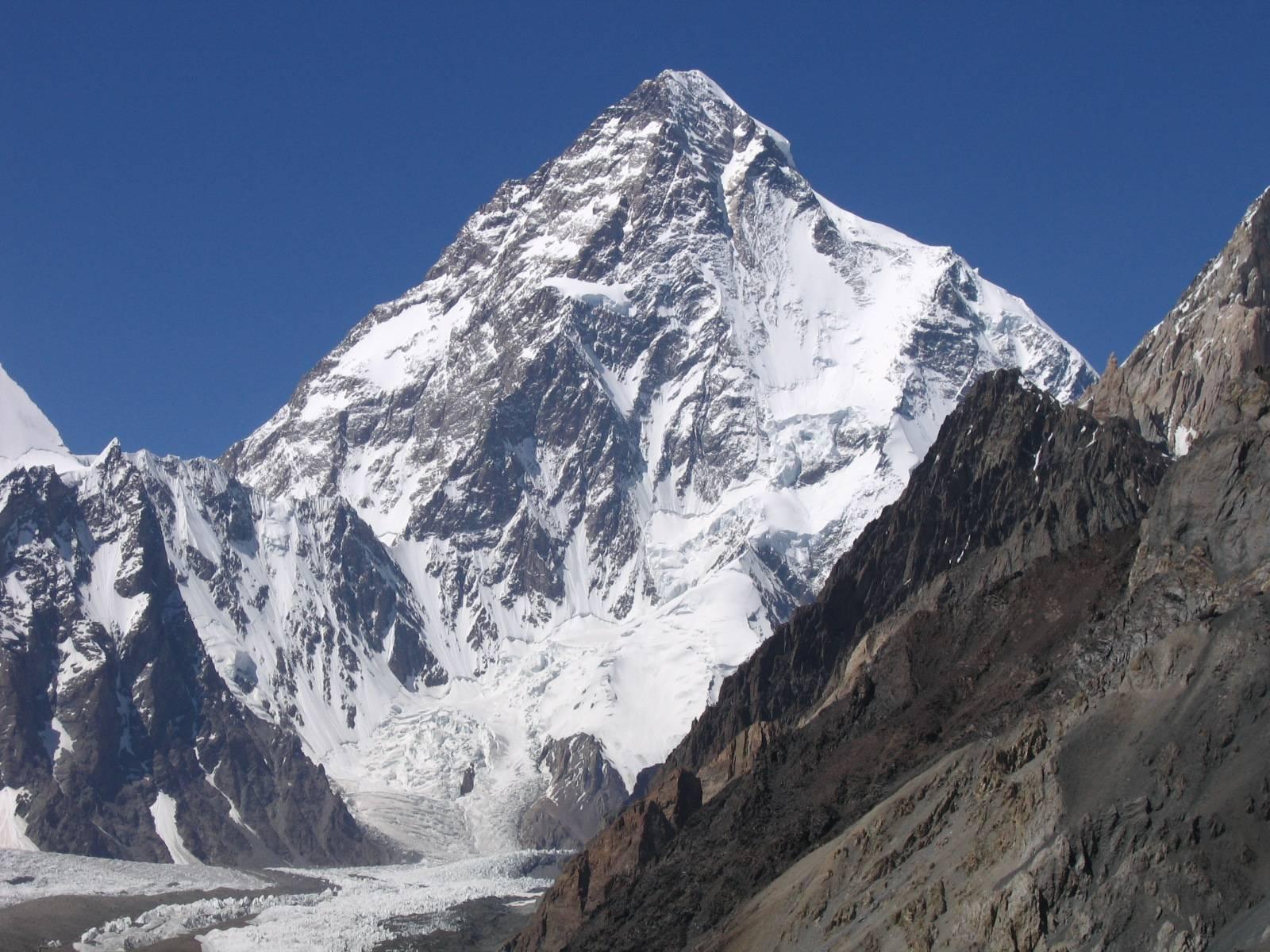
کی۲

مسیرهای مختلف صعود به کی۲ در جبهه جنوبی کوه A: خط‌الراس غرب B: رخ غربی C: ستون جنوب غربی D: رخ جنوبی E: تیغه جنوب- جنوب‌شرقی F: تیغه آبروتزی

در ۱۹۹۳ بوکریف از تیغه آبروتزی قله کی۲ (۸۶۱۱ متر)، دومین قله بلند جهان را که در مرز هند و پاکستان و در رشته‌کوه قارقروم واقع شده را به همراه پیتر متزگر آلمانی و اندی لوکه استرالیایی فتح کرد. این قله که به کوه وحشی معروف است، به خاطر برجستگی شیب‌دار و هرمی‌شکل‌اش مشهور است، شیب بسیار تندی در تقریباً تمام جهات دارد و خطری ذاتی در صعود به آن به چشم می‌خورد. خطری که بوکریف هنگام فتح کی۲ با آن مواجه شد، مانند آن بود که به آخر خط رسیده باشد. بوکریف بعدها نوشت که بر فراز کی۲ خالی از احساس پیروزی بود چراکه هم از لحاظ فیزیکی و هم از لحاظ حسی، خالی شده بود. او خودش را در موقعیت خطرناکی یافته بود. او همان روز انرژی زیادی را برای قرار دادن خطوط ثابت در طول تیغه در بخش شیب‌دار صرف کرده بود. با این همه، بعد از ظهر همان روز تیم، به جای این‌که به چادرها برگردند و استراحت کنند و فردا صبح به سمت قله حرکت کنند، تصمیم به فتح قله گرفت. او بعدها نوشت:
در طول سال‌های تمرینم به عنوان اسکی‌باز و پس از آن، کوهنورد، آموخته بودم چه‌طور آخرین باقی‌مانده انرژی‌ام را برای پایان به کار بگیرم. اما این در کوهنوردی خطرناک است چراکه قله پایان رقابت با کوه‌های بزرگ نیست. برای زنده ماندن، باید بتوانی از منطقه ممنوع پایین بیایی.
بوکریف بعدها احساسش را چنین توصیف کرد: مثل یک لیموی فشرده شده. وقتی بوکریف و دو همنوردش پایین آمدن را آغاز کردند، درست بعد از غروب خورشید رینمار جوسویگ را دیدند که به سمت قله بالا می‌رفت. او با تکیه بر تجارب قبلی و توانمندی روانی، به آرامی پایین می‌آمد و برای جلوگیری از سقوط، از یخ‌شکن و چکش یخ‌نوردی‌اش کمک می‌گرفت. در نهایت او راه خود را به سمت چادرها در کمپ آخر یافت. همنوردانش پیتر متزگر و رینمار جوسویگ هیچ‌گاه پیدا نشدند. هرکدام از آن‌ها به نحوی هنگام فرود مرده بودند.

### فاجعه ۱۹۹۶ اورست

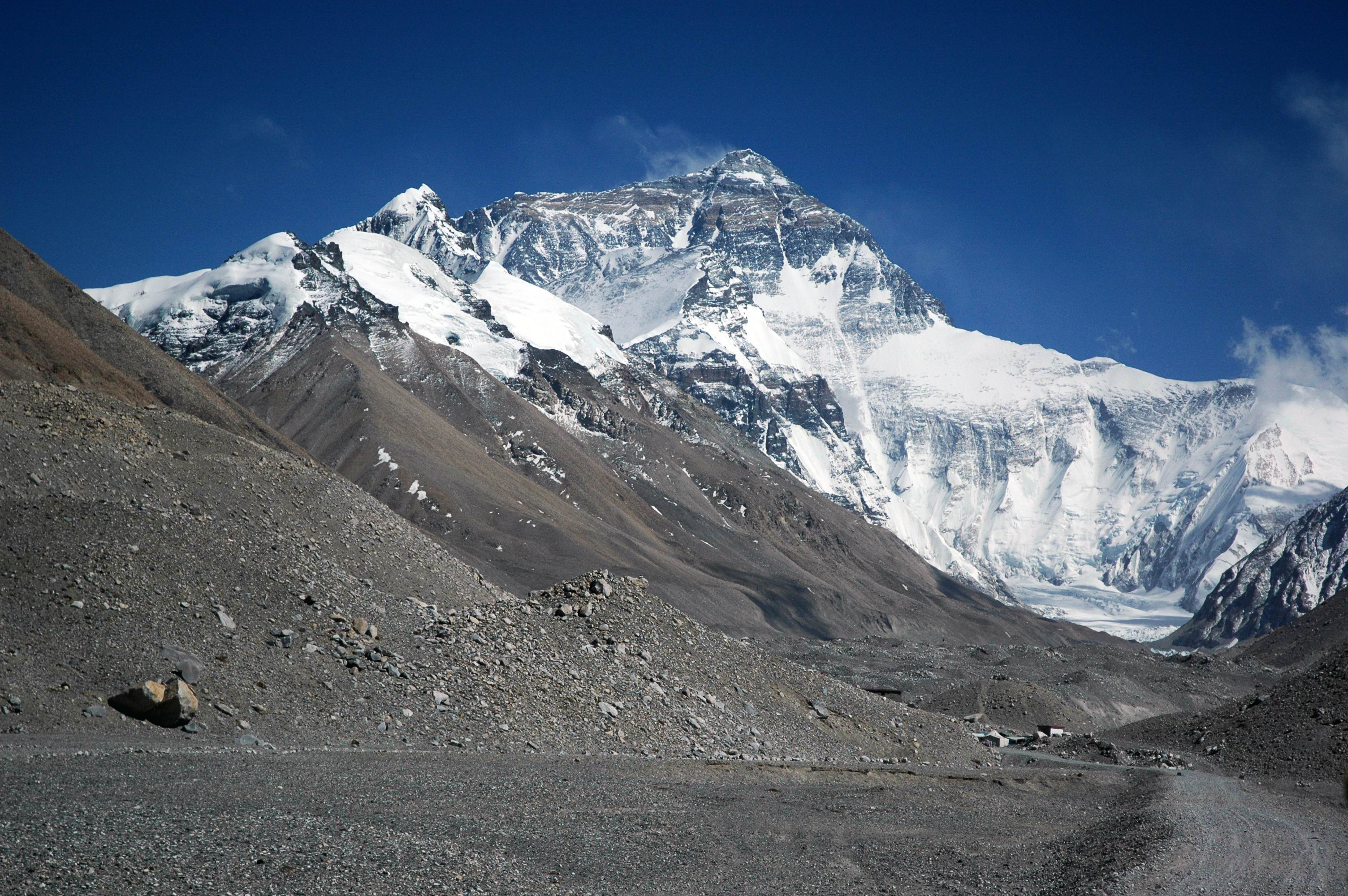
نمایی از اورست از یخچال رونگبوک

بوکریف به عنوان رهبر راهنمایان اردوی «جنون کوهستان» که به اسکات فیشر تعلق داشت، و نقش‌اش در اتفاقاتی که در مه ۱۹۹۶ رخ داد، شناخته می‌شود. این اردو، یکی از چند اردویی بود که در همان روز تلاش می‌کردند به قله صعود کنند (۱۰ مه). به فاصله کوتاهی پس از صعود موفق به قله در ۱۰ مه، بوران سنگین و فاجعه‌باری رخ داد و باعث شد بسیاری از کوهنوردان در نزدیکی قله و هنگام شب، گرفتار شوند. با آغاز روز ۱۱ مه، هشت کوهنورد از سه اردوی مختلف جان سپردند. بوکریف سه تن از کوهنوردانی را که از فاجعه جان سالم به در برده بودند، از ارتفاع بالای ۸۰۰۰ متر نجات داد و به این صورت، تمام شش کوهنورد متعلق به اردوی آن‌ها، از مهلکه، جان سالم به در بردند. «گالن راول» عملیات نجاتی را که بوکریف انجام داد را در وال‌استریت جورنال چنین توصیف کرده‌است:
یکی از اعجاب‌انگیزترین عملیات‌های نجات تاریخ کوهنوردی که بدون کمک و با دستان خالی تنها چند ساعت پس از فتح اورست و بدون اکسیژن انجام شد…
با این‌همه، جان کراکائر، (روزنامه‌نگاری که هنگام فاجعه اورست حضور داشت) عملکرد بوکریف را در کتابش، «به سوی هوای رقیق» نقد کرد. بوکریف بلافاصله از سوی رسانه‌ها تحت فشار قرار گرفت تا پاسخ دهد. او همچنین روایت خودش را از اتفاقات صعود اورست، با همکاری‌گری وستون به نگارش درآورد؛ کتابی با عنوان «صعود.»
هسته اصلی انتقادات به او، به خاطر تصمیم‌اش برای فتح قله بدون استفاده از اکسیژن و فرودش همراه با کوهنوردان اردویش به سمت کمپ، درست هنگام مواجهه با بوران و تاریکی هوا بود. او از اولین کسانی بود که به قله رسید و نزدیک ۱٫۵ ساعت نزدیک قله ماند تا به دیگران کمک کند صعودشان را تکمیل کنند.
او پیش از بازگشت به چادرش در ساعت ۵ عصر ۱۰ مه، جلوتر از باقی صعودکنندگان تیم‌اش بود.
او چنین پاسخ می‌داد که بازگشت او به کمپ پیش از دیگران، به او اجازه داد تا به قدر کافی استراحت کند و وقتی بوران هنگام نیمه‌شب فرونشست، بتواند برای نجات کوهنوردانی که در بوران گرفتار شده بودند، اقدام کند. منتقدان او بر این عقیده بودند که اگر او در کنار کوهنوردان اردوی خود می‌ماند، بهتر می‌توانست به آن‌ها در پایین آمدن از کوه یاری برساند. اما چیزی که باید به آن توجه کرد این است که تمام همنوردهای اردوی او، نجات پیدا کردند به اضافه سه کوهنورد دیگر که او در ۱۱ مه نجات‌شان داد. تنها به این خاطر که او توانست کمی استراحت کرده و بر هیپوکسی غلبه کند. تنها کوهنوردی که آن روز از اردوی مشاوران ماجراجو درگذشت، به راهنمایی راب هال صعود می‌کرد. کسی که انتخاب کرد بماند و به این کوهنورد کمک کند تا قله را فتح کند، به جای این‌که بازگردد و به باقی کوهنوردان یاری برساند.
اد ویستروس کوهنورد در مصاحبه‌ای در سال ۲۰۱۱ چنین اظهار داشته که:
آناتولی تنها یک فرد فوق‌العاده بود. من او را بسیار پیش‌تر از فاجعه ۱۹۹۶ اورست در اوایل دهه ۸۰ دیده بودم. زمانی که در پامیر راهنما بودم. او یکی از مربیان فدراسیون ورزشی شوروی بود. من به شدت به اسباب مربوط به پیچ‌های یخ محتاج بودم و او آن‌ها را به من داد. در مقابل من کلاهی پشمی به او دادم که پس از آن تقریباً در تمام صعودهایش می‌پوشید. انگلیسی‌اش خیلی ضعیف بود و به همین خاطر بود که مردم متوجه نمی‌شدند تا چه اندازه در کوهنوردی ماهر است و نمی‌فهمیدند تا چه حد با ملاحظه، درونگرا و شاعرانه بود.
او پیش از بازگشت به آمریکا پس از فاجعه ۱۹۹۶ اورست، از لهوتسه (۸۵۱۶ متر) بالا رفت که در نزدیکی اورست قرار دارد. او تصمیم به صعود انفرادی گرفت چراکه آرزو داشت در روند صعود، برخی چیزهای درونی که در اورست رخ داده بود، برایش روشن شود.
در ۱۹۹۷ از سوی انجمن آلپ آمریکا مفتخر به دریافت جایزه دیوید آ سولز شد. جایزه‌ای که به افرادی تعلق می‌گرفت که «از خودگذشتگی دارند و خودشان را به خطر می‌اندازند تا کارهای بزرگی را به انجام برسانند و کوهنوردان همکارشان را در کوهستان یاری می‌کنند.»
جایزه او توسط جیم ویکوایر اهدا شد. کسی که اولین آمریکایی بود که بر فراز کی۲ ایستاده بود. جایزه انجمن آلپ آمریکا، بالاترین جایزه‌ای بود که نقش بوکریف را در فاجعه ۱۹۹۶ اورست تأیید می‌کرد.

#### فاجعه ۱۹۹۶ اورست در رسانه‌ها
- به سوی هوای رقیق: مرگ در اورست (۱۹۹۷)
- اورست (فیلم ۲۰۱۵)

این دو فیلم داستان فاجعه ۱۹۹۶ را از دو زاویه مختلف روایت کرده‌اند.

## مرگ

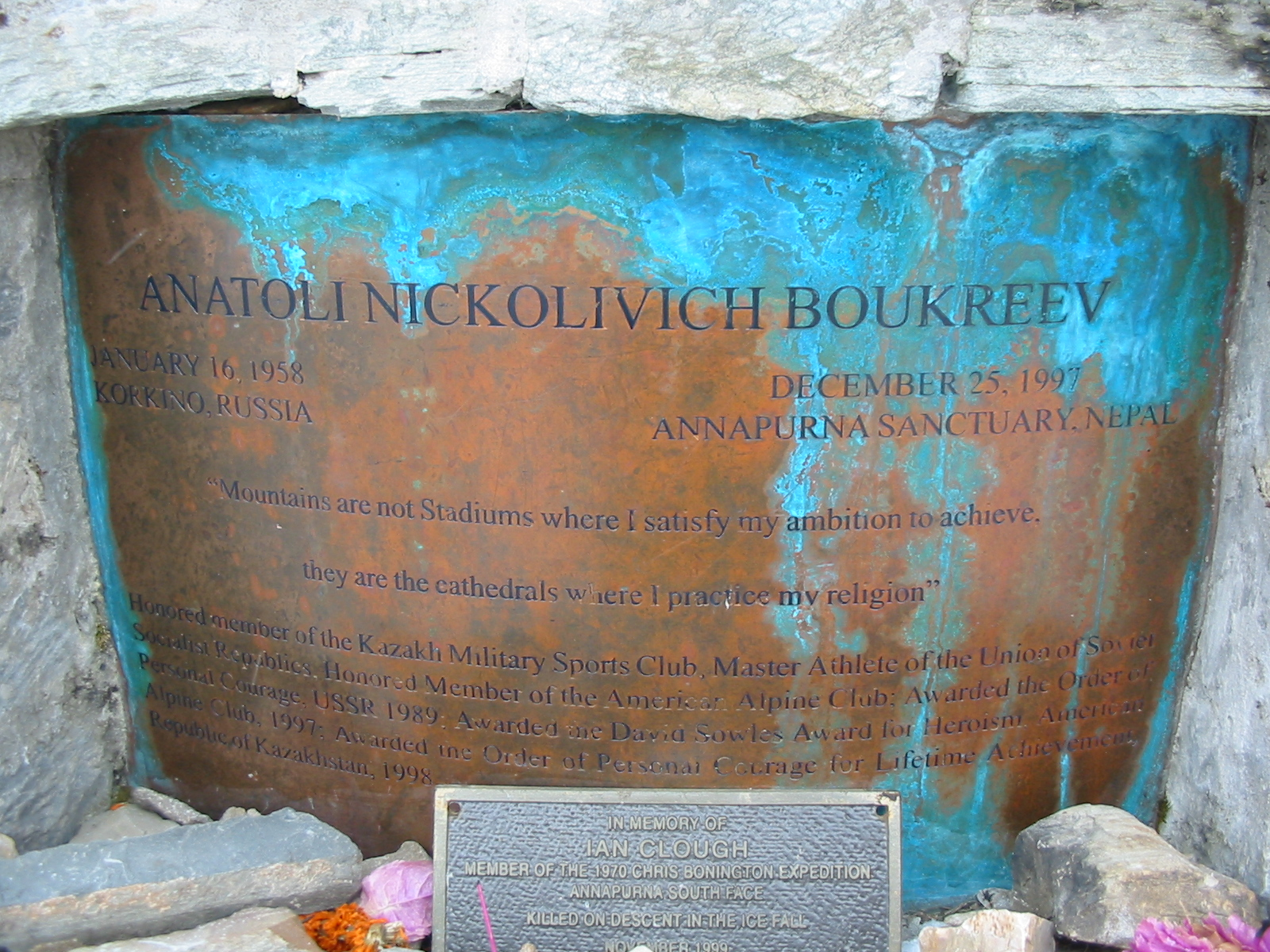
یادبود آناتولی بوکریف در کمپ اصلی آناپورنا

سه هفته بعد از فاجعه اورست، بوکریف تلاش کرد تا از جبهه جنوبی آناپورنا (۸۰۹۱ متر)، با همراهی سیمونه مورو صعود کند. همنورد دیگر او دیمیتری سوبولف، فیلمساز قزاقستانی بود که می‌خواست مستندی از صعود بسازد. در ۲۵ دسامبر ۱۹۹۷ نزدیک ظهر، بوکریف و مورو طناب‌ها را در دهلیزی در ارتفاع ۵۷۰۰ متری محکم می‌کردند که ناگهان قرنیز بزرگی از برف از ارتفاعات دیواره غربی آناپورنا شکست و ۸۰۰ متر در طول دهلیز پایین آمد. بهمن مورو را تا نزدیکی چادرهایشان پایین پرت کرد و او به شکلی معجزه‌آسا توانست خود را از آن بیرون بکشد اما نتوانست اثری از بوکریف و سوبولف ببیند. مورو به کمپ اصلی بازگشت و از آن‌جا برای درمان با بالگرد به کاتماندو فرستاده شد.

### یادبود
در کمپ اصلی آناپورنا یادبودی برای بوکریف با نقل‌قولی از او به این مضمون به چشم می‌خورد:
کوهستان جایی نیست که من آرزویم را برای رسیدن و داشتن سیراب کنم. بلکه معبدی است که من در آن مذهبم را عبادت می‌کنم.